# Tawny Roberts

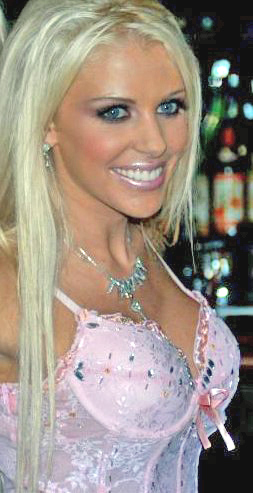
Tawny Roberts (2006)

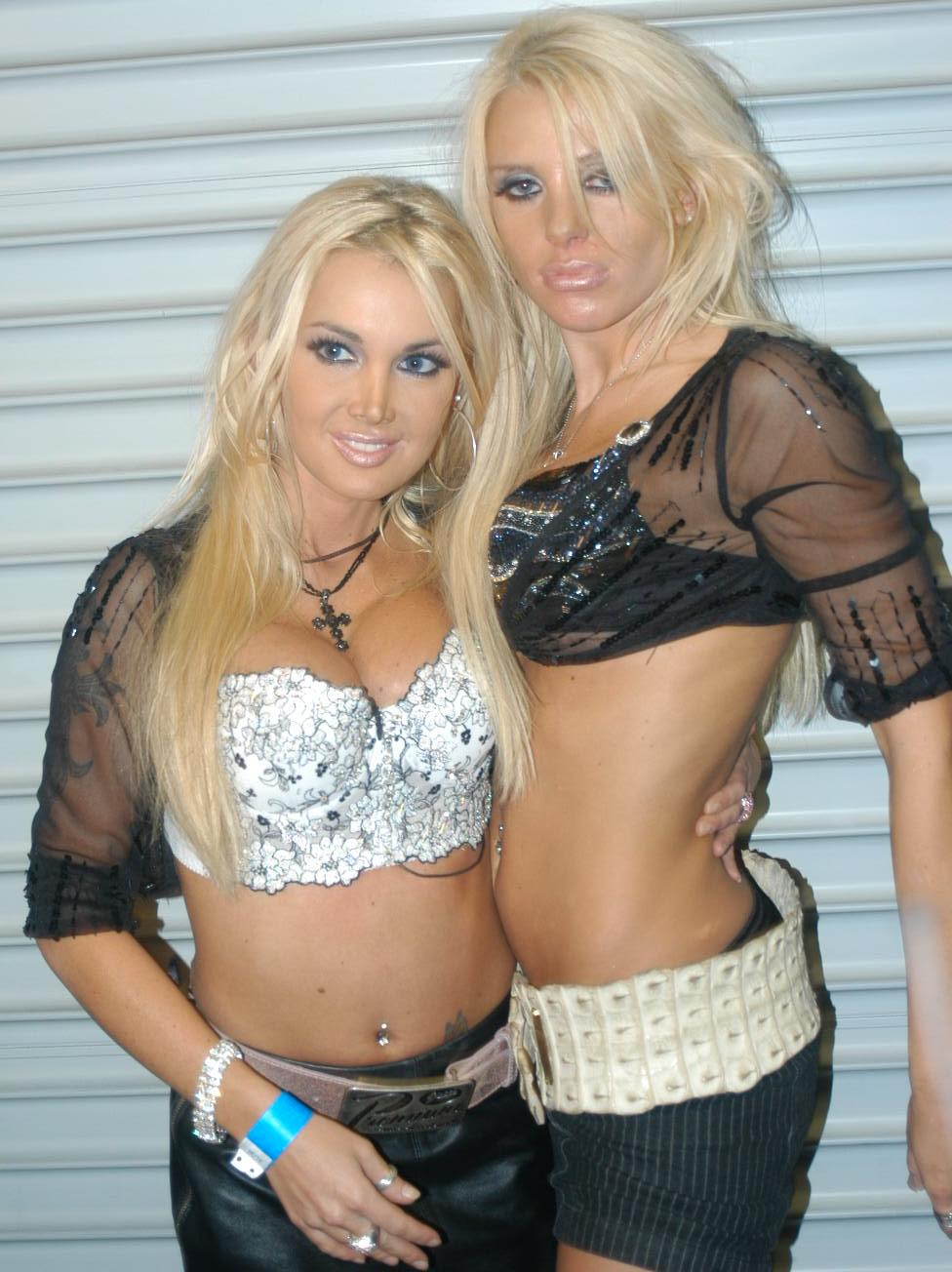
Tawny Roberts (r.) mit ihrer Kollegin Devon bei einer Filmparty (2005)

Tawny Roberts (* 9. Oktober 1979 in Salt Lake City, Utah als Adrienne Carol Almond) ist eine US-amerikanische Erotik- und Pornodarstellerin und Autorin. Roberts benutzte bei ihren Auftritten auch die Pseudonyme Tawny oder Tawni Roberts. Von 2001 bis 2005 war sie mit dem Briten Rick Roberts verheiratet, der als Rick Patrick ebenfalls in der Erotikbranche tätig ist.

## Biografie
Roberts wuchs als Tochter eines mormonischen Bischofs in Dallas (Texas) auf und studierte Anglistik und Theaterwissenschaft an der staatlichen University of Utah in Salt Lake City. Nach zwei Jahren brach sie ihr Studium ab und zog nach Los Angeles (Kalifornien), wo sie in einem Supermarkt jobbte. 2000 lernte sie dort die Pornodarstellerin Jill Kelly kennen, die ihr ins Pornogeschäft verhalf. In der Folge arbeitete sie für wechselnde Produktionsfirmen. Bereits 2002 wurde sie von den VCA Studios unter Vertrag genommen. Zu ihren bekannten Filmen zählen The Ozporns (2002) (Regie: Antonio Passolini), New Wave Hookers 7 (2002), The Agent (2004) sowie Groupie (2005) und Emperor (2006).
Nach ihrem Fortgang von VCA erhielt sie 2004 einen Exklusivkontrakt bei Vivid. Im gleichen Jahr wurde Tawny Roberts als eine von 30 bekannten Pornodarstellern von dem amerikanischen Fotografen Timothy Greenfield-Sanders in seinem Buch XXX: 30 Porn-Star Portraits und seiner HBO-Dokumentation Thinking XXX porträtiert.
2006 wurde ihr Roman Private Access: A Vivid Girls Book bei Thunder’s Mouth Press veröffentlicht.

## Filmografie (Auswahl)
- 2001: No Man’s Land 35

## Nominierungen für Auszeichnungen
- 2003: AVN Award als Best New Starlet
- 2005: AVN Award als Best Actress – Video in Unloveable
- 2006: AVN Award für Best All-Girl Sex Scene – Film in Last Girl Standing
- 2007: AVN Award für Best Anal Sex Scene – Film in Emperor

## Belege
1. ↑  Timothy Greenfield-Sanders: XXX: 30 Porno-Stars im Porträt. (Originaltitel: XXX: 30 Porn-Star Portraits.) Heyne Hardcore, München 2004; S. 116–117, 186–187. ISBN 978-3-453-67515-5.
2. ↑  Thinking XXX. Internet Movie Database, abgerufen am 22. Mai 2015 (englisch).

| Personendaten    | Personendaten                                                                          |
| ---------------- | -------------------------------------------------------------------------------------- |
| NAME             | Roberts, Tawny                                                                         |
| ALTERNATIVNAMEN  | Almon, Adrienne Carol (wirklicher Name); Tawny (Pseudonym); Roberts, Tawni (Pseudonym) |
| KURZBESCHREIBUNG | US-amerikanische Pornodarstellerin                                                     |
| GEBURTSDATUM     | 9. Oktober 1979                                                                        |
| GEBURTSORT       | Salt Lake City, Utah                                                                   |